# Galeodes veemi
Espèce
Galeodes veemi est une espèce de solifuges de la famille des Galeodidae.

## Distribution
Cette espèce est endémique d'Égypte. Elle se rencontre vers Médinet el-Fayoum.

## Publication originale
- Whittick, 1939 :  Notes on Solifugae (Arachnida).- I. Galeodidae. Annals and Magazine of Natural History, sér. 11, vol. 4, p. 444–450.